# Zilus eleutherae
Zilus eleutherae är en skalbaggsart som först beskrevs av Thomas Casey 1899.  Zilus eleutherae ingår i släktet Zilus och familjen nyckelpigor. Inga underarter finns listade i Catalogue of Life.